# Lhotské jalovce a stěny
Lhotské jalovce a stěny je přírodní památka na severozápadním okraji obce Lhota u Olešnice v okrese Blansko. Přírodní památka leží na území přírodního parku Svratecká hornatina. Důvodem ochrany jsou skalní útvary s pestrou mozaikou společenstev.

## Ochrana
Přírodní památka byla vyhlášena 10. února 1998 na území 18,1322 ha bez ochranného pásma, čímž získala ze zákona ochranné pásmo 50 m. Důvodem ochrany jsou skalní útvary s pestrou mozaikou společenstev. Cíl ochrany je zachování přírodovědně a esteticky atraktivního krajinného segmentu s populacemi zvláště chráněných rostlin a živočichů.

## Flóra

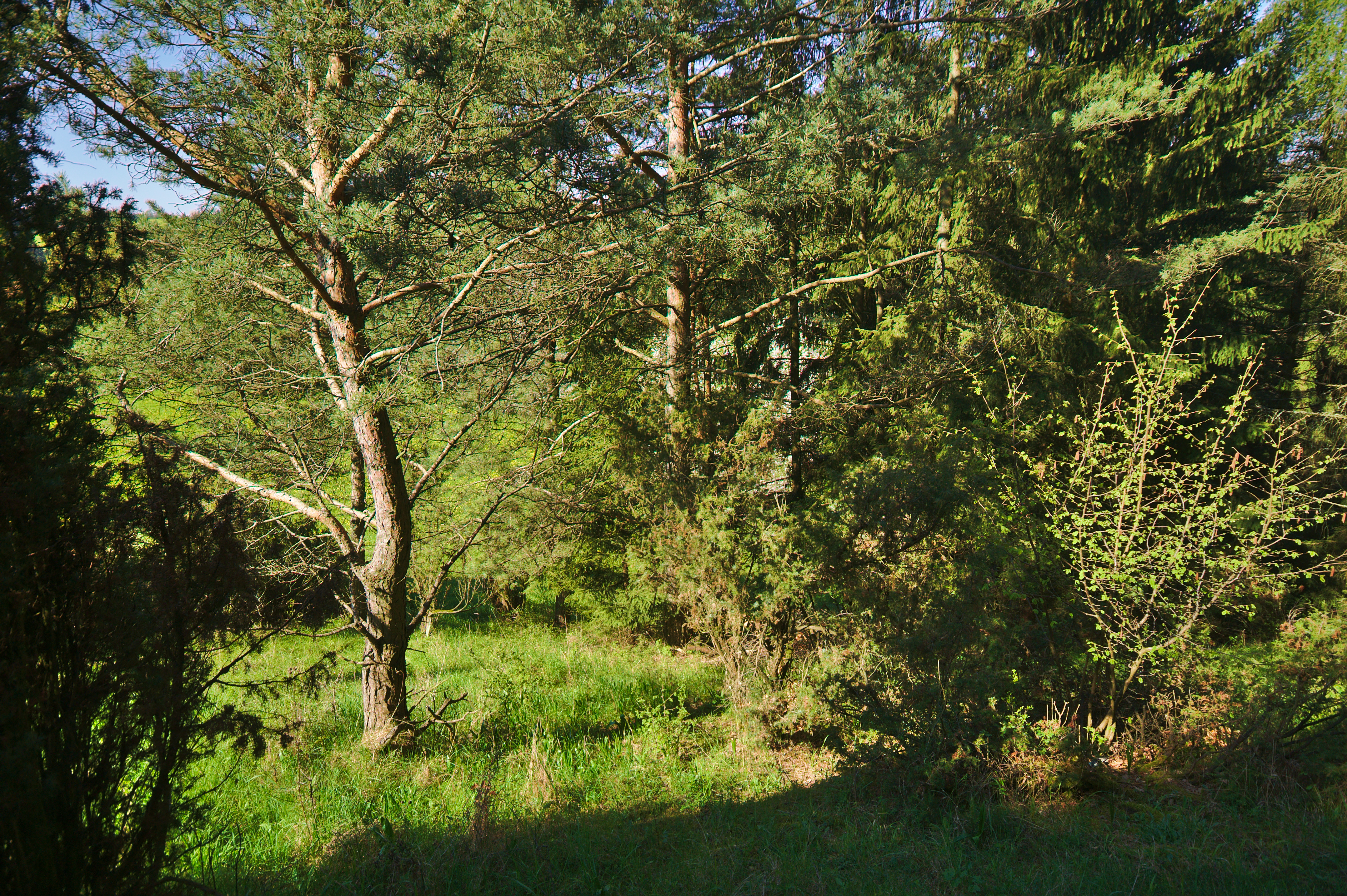
Jalovce

Jižní část území je obhospodařována, mezi jednotlivými loukami se nacházejí vysoké meze, které dosahují výšky až pěti metrů.
Lesní porost je nepůvodní, tvořený smrkem (Picea abies), borovicí (Pinus sylvestris) a jedlemi (Abies alba) s příměsí habru (Carpinus betulus), javoru klenu (Acer pseudoplatanus) a až třistaletými exempláři dubu zimního (Quercus petraea). Původně jde o rozhraní 4. bukového a 5. jedlobukového stupně, na nejteplejším skalnatém svahu s přesahem do 3. dubobukového stupně. Zcela nevhodně byly zalesněny i vápencové hřbety, které byly dlouhodobě v minulosti využívány k pastvě.
Z bylin se v oblasti nachází sasanka lesní (Anemonoides sylvestris), hořec křížatý (Gentiana cruciata), hořec brvitý (Gentianopsis ciliata), modřenec chocholatý (Muscari comosum), svízel vonný (Galium odoratum), kopytník evropský (Asarum europaeum), pitulník horský (Galeobdolon montanum), lilie zlatohlavá (Lilium martagon), okrotice bílá (Cephalanthera damasonium), jaterník podléška (Hepatica nobilis) či tolita lékařská (Vincetoxicum hirundinaria). V keřovém patru lze nalézt skalník celokrajný (Cotoneaster integerrimus), ptačí zob obecný (Ligustrum vulgare) a v rámci Boskovicka i celého okresu Blansko největší kolonii jalovce obecného (Juniperus communis).

## Fauna
V keřích tu hnízdí ťuhýk obecný (Lanius collurio), na skalních stěnách krkavec velký (Corvus corax), u lískových keřů je možné zahlédnout přilétavšího ořešníka kropenatého (Nucifraga caryocatactes). Z ptactva se tu dále vyskytuje pěnice černohlavá (Sylvia atricapilla), pěnkava obecná (Fringilla coelebs), budníček menší (Phylloscopus collybita), budníček větší (Phylloscopus trochilus), sýkora koňadra (Parus major), sýkora modřinka (Cyanistes caeruleus), drozd zpěvný (Turdus philomelos), kos černý (Turdus merula), červenka obecná (Erithacus rubecula), střízlík obecný (Troglodytes troglodytes), linduška lesní (Anthus trivialis), brhlík lesní (Sitta europaea), mlynařík dlouhoocasý (Aegithalos caudatus), strakapoud velký (Dendrocopos major), datel černý (Dryocopus martius) či žluna zelená (Picus viridis). Tresenský potok je lovištěm ledňáčka říčního (Alcedo atthis) a skorce vodního (Cinclus cinclus).
Ze savců se tu vystkytuje veverka obecná (Sciurus vulgaris), lasice hranostaj (Mustela erminea), kuna lesní (Martes martes), kuna skalní (Martes foina), jezevec lesní (Meles meles) a liška obecná (Vulpes vulpes).
Dutiny stromů a mrtvé odumřelé dřevo jsou stanovištěm různých bezobratlých živočichů.

## Vodstvo
Oblast se silně svažuje do údolí Tresenského potoka, který teče těsně za jeho západní hranicí. Do něj se zleva vlévá bezejmenný přítok.

## Geologie

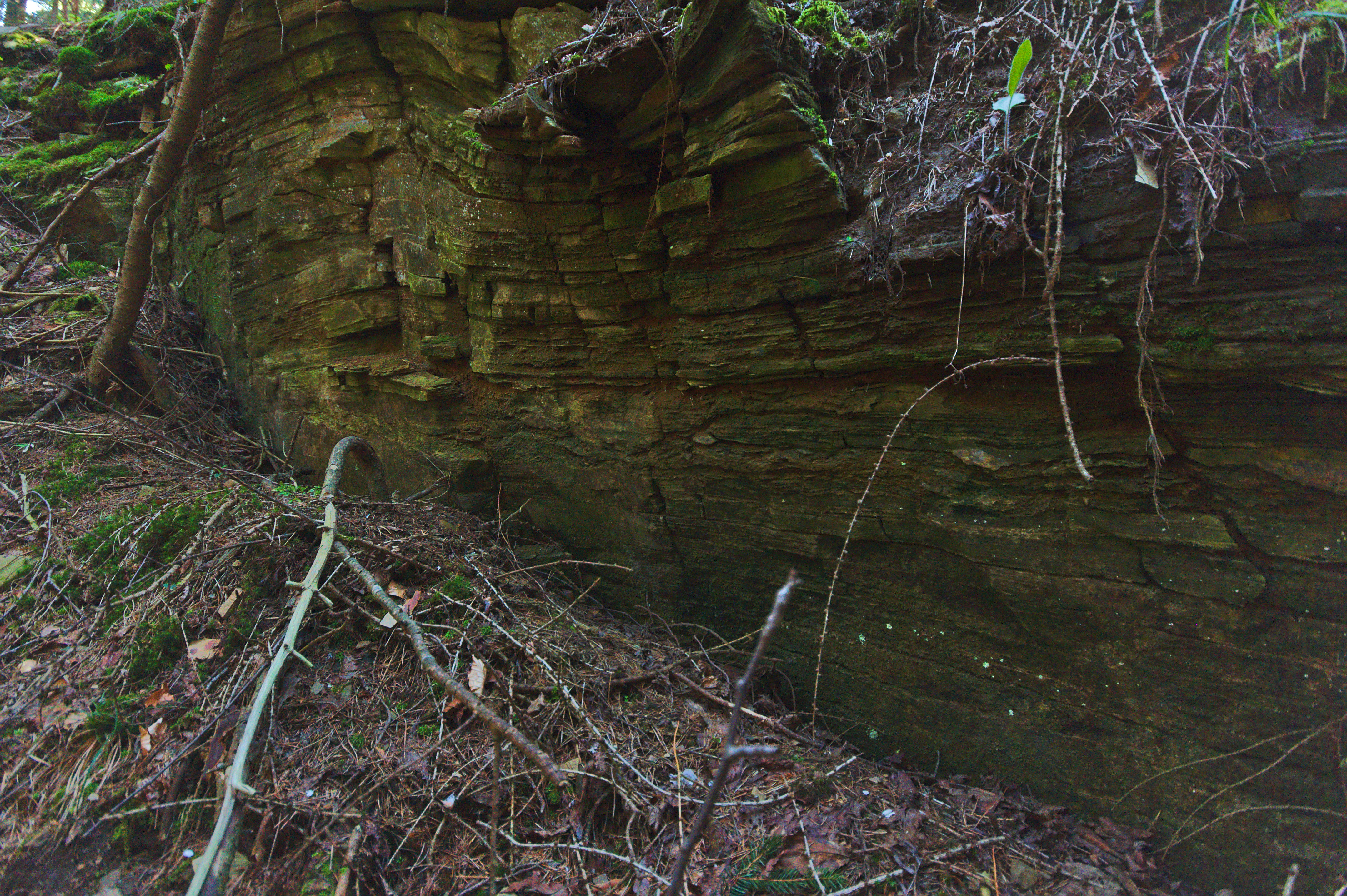
Geologické podloží vystupující na povrch

Podloží, které vystupuje na povrch v podobě skalek a hřebenů, je tvořeno směsí biotických a dvojslídých rul s příměsemi grafitických svorů a krystalických vápenců. Nejvýznamnějším útvarem je mrazový srub v severní části oblasti nad Tresenským potokem.
Celé území se silně svažuje do údolí Tresenského potoka se svahy o sklonu 20–40 stupňů. Skalní stěny dosahují výšky 8–12 m.
Půda je tvořena kambizeměmi, rankery a na vápenci mělkými a vysychavými rendzinami. V údolí potoka se nacházjí fluvizemě, v prameništích a kolem rybníčku v malém množství gleje.

## Biogeografie
Oblast spadá do biogeograficky do Sýkořského regionu, který je součástí Hercynské podprovincie.

## Podnebí
Oblast leží v mírně teplé oblasti MT3 s krátkým a suchým létem, jaro a podzim jsou normální, zima dlouhá, mírně chladná až chladná a mírně suchá s krátkým trváním sněhové pokrývky.

## Fotogalerie

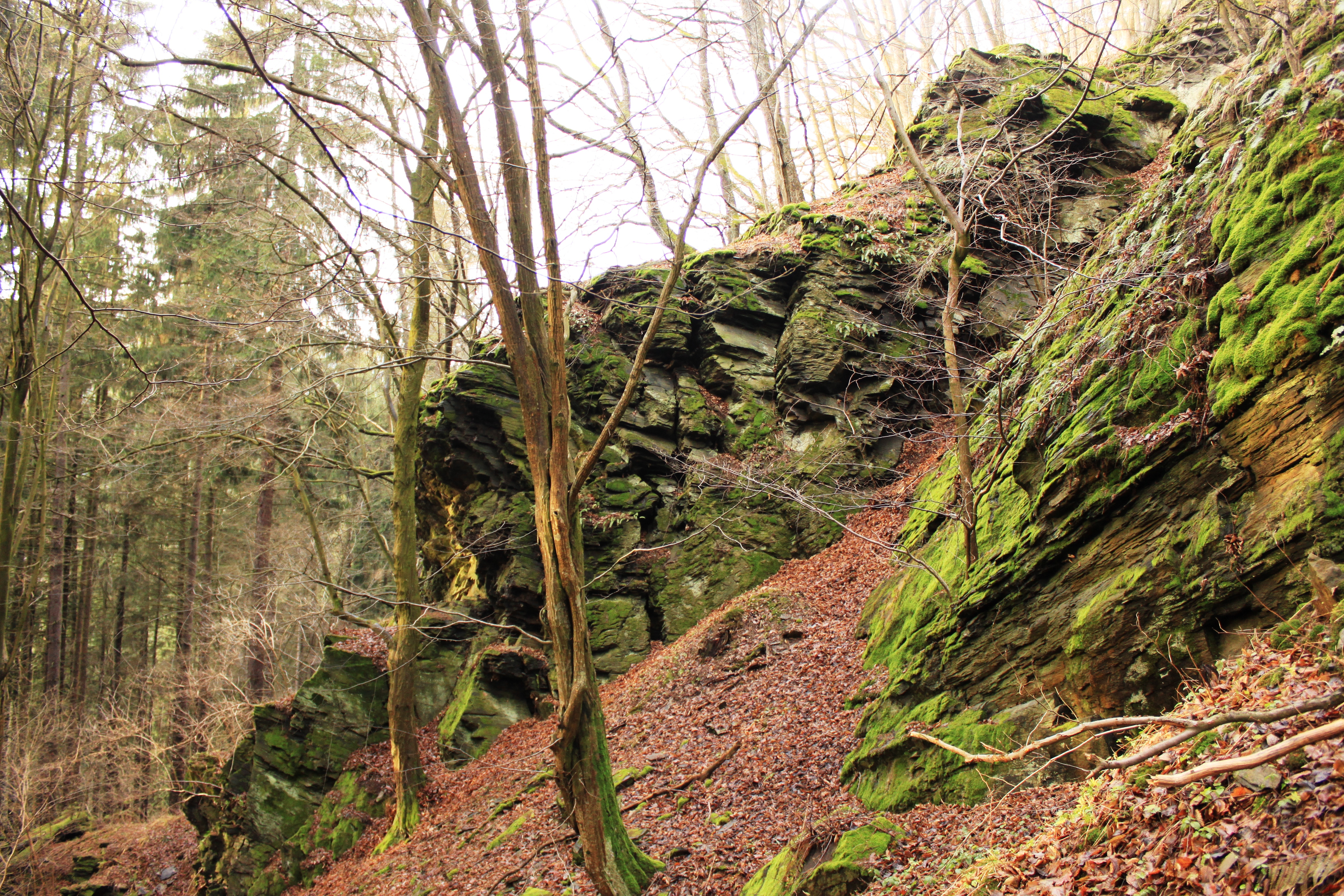
Skály
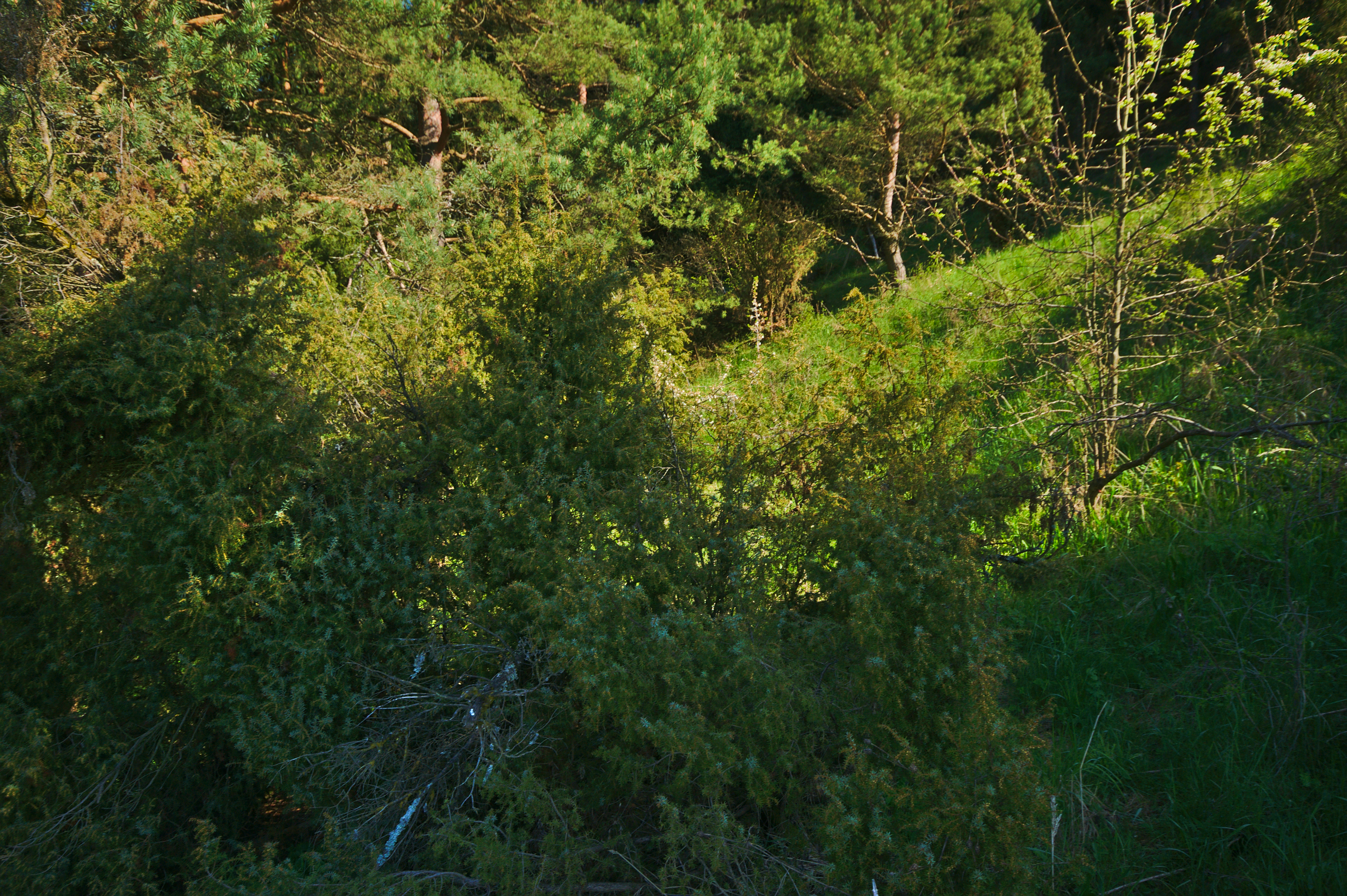
Jalovce
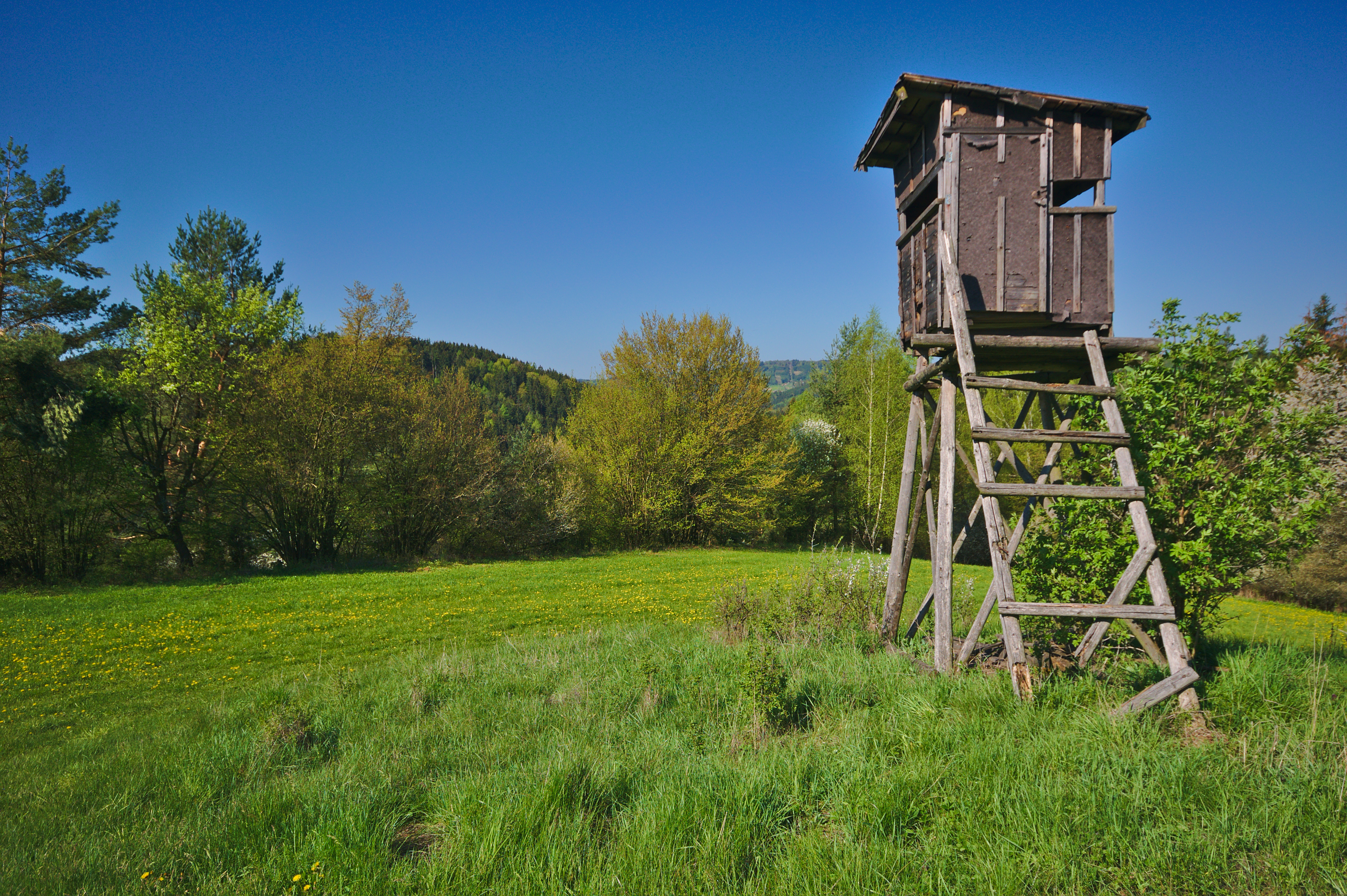
Posed
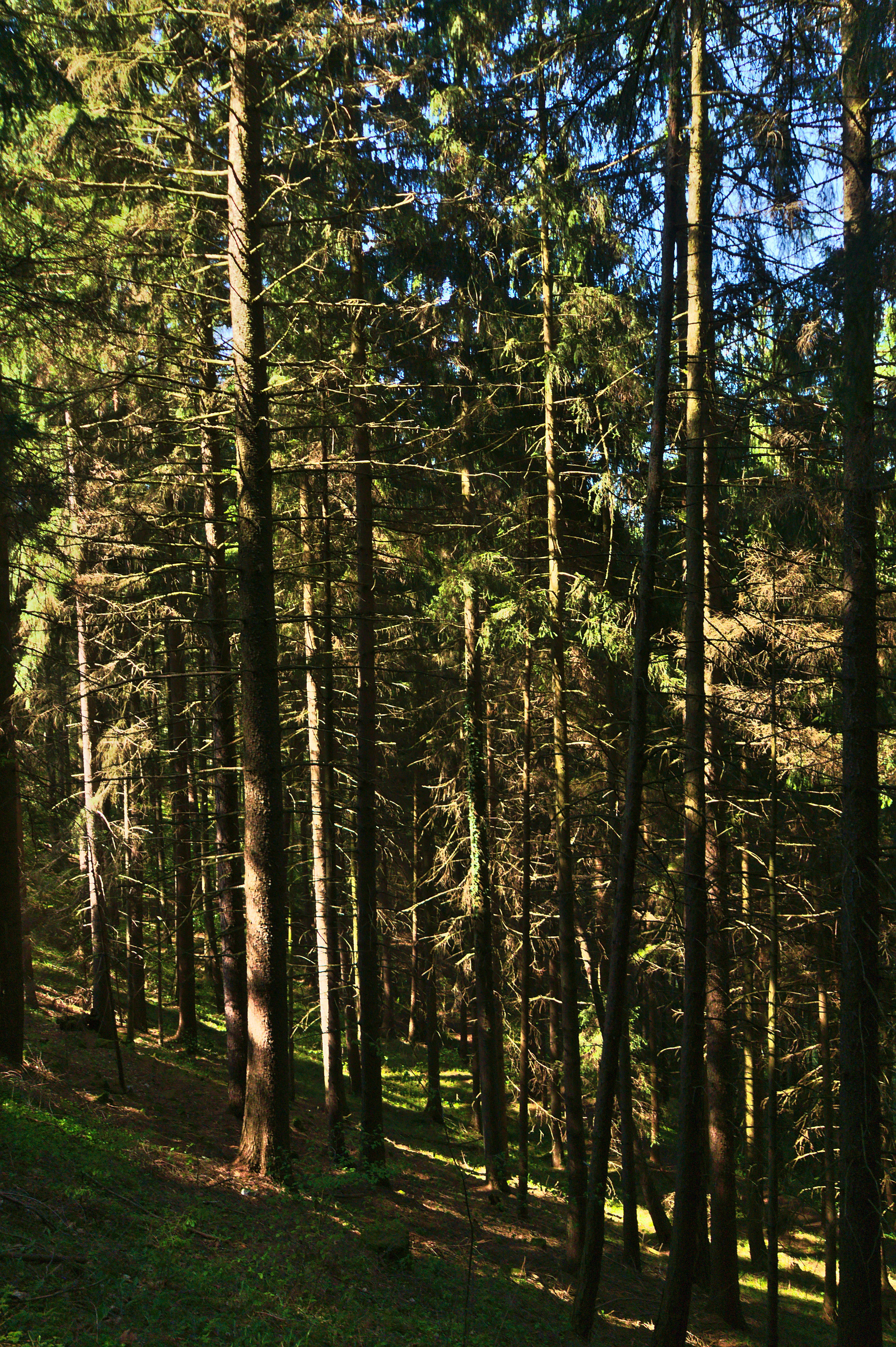
Lesní část
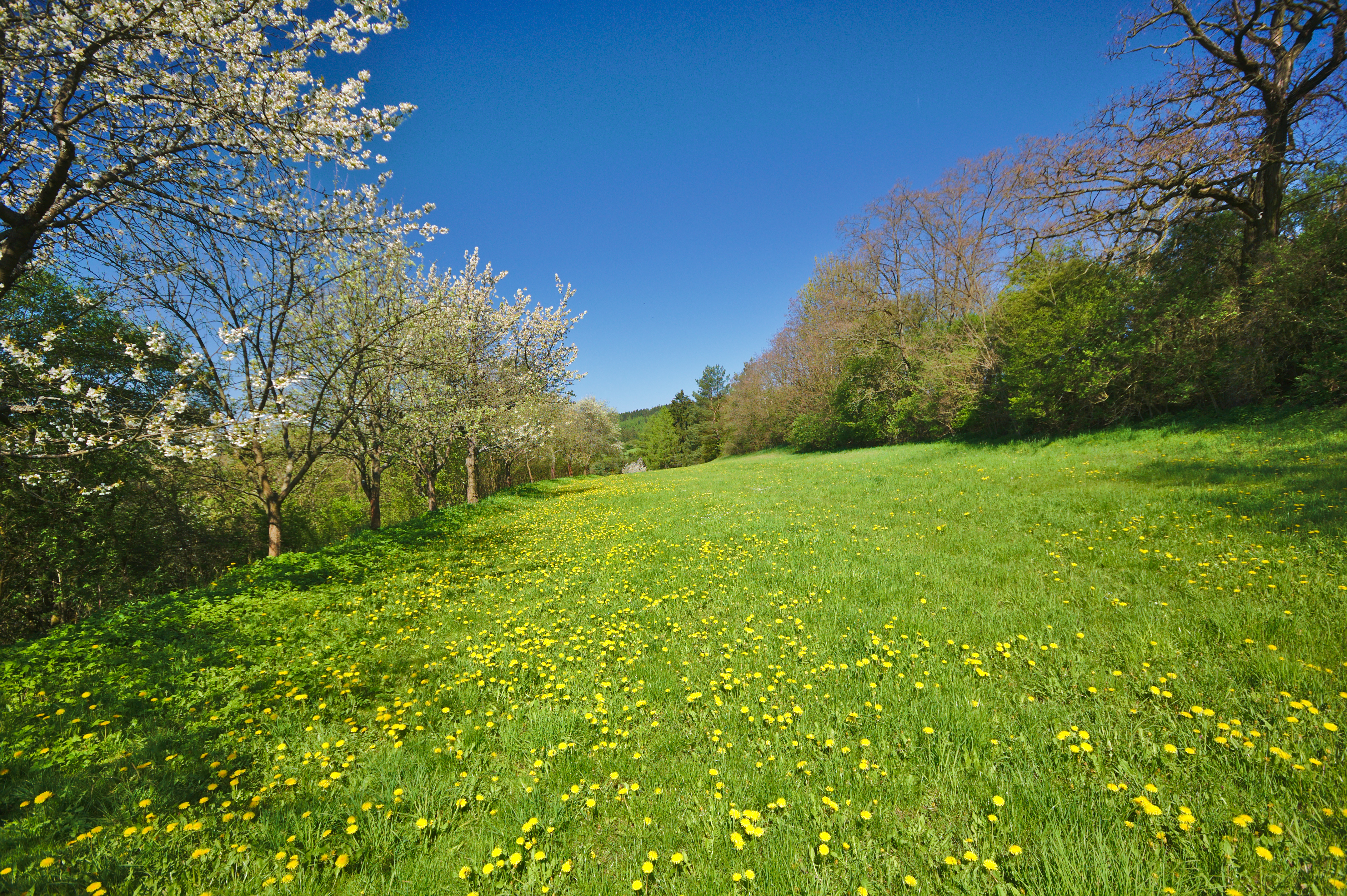
Sad v jihozápadní části
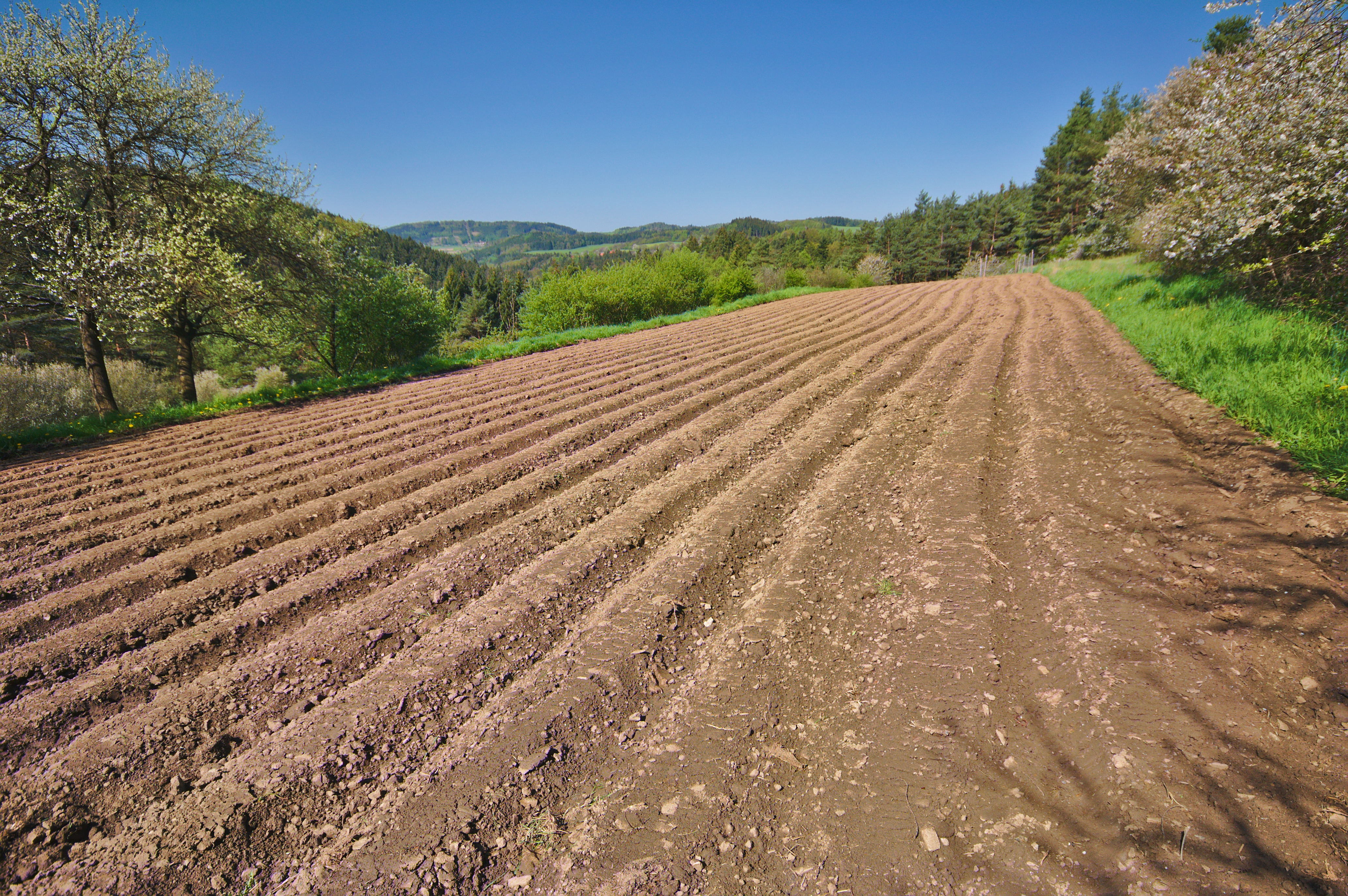
Pole v jihozápadní části
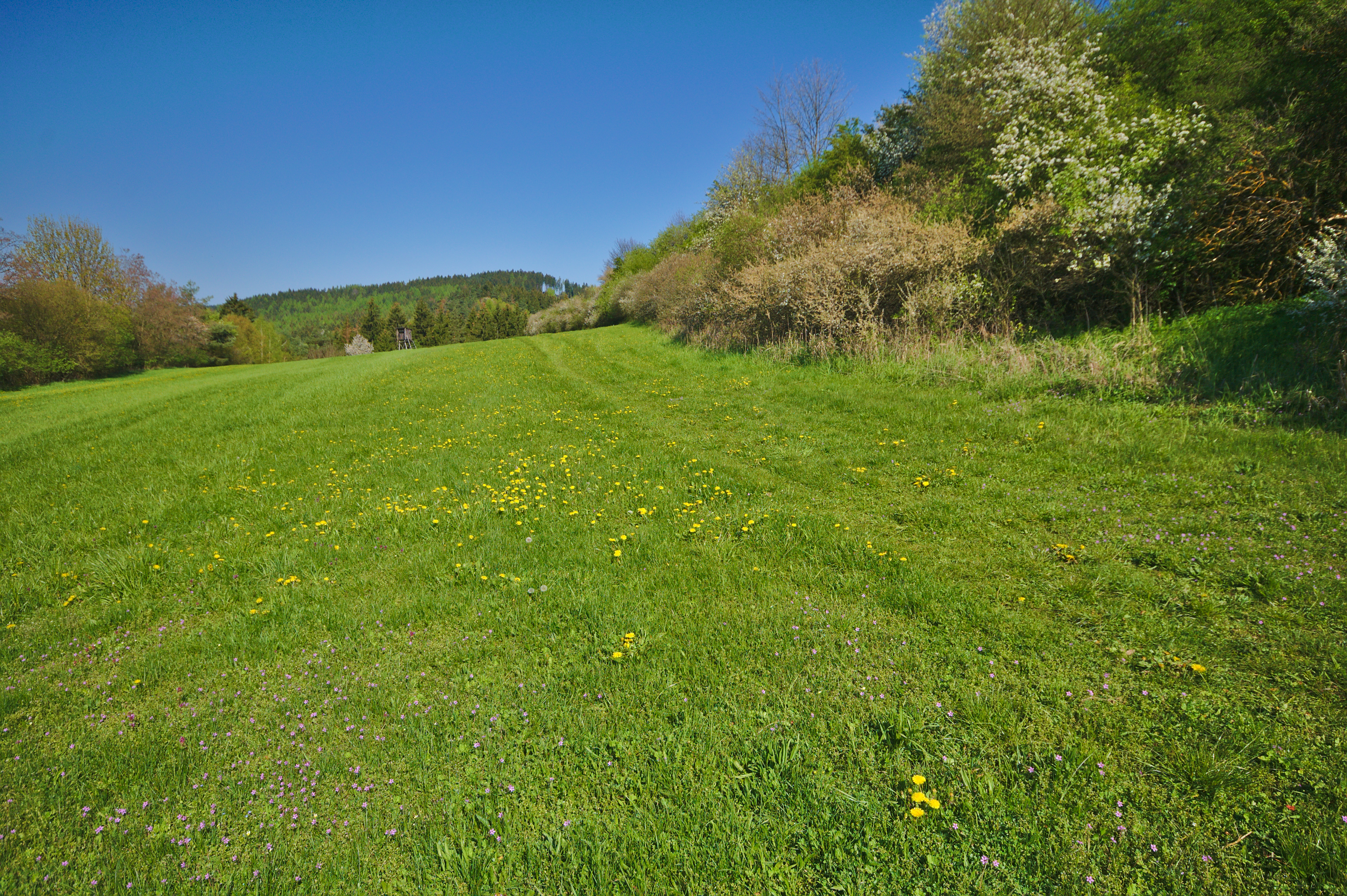
Pohled od jihu